# Staro Oreahovo, Varna
Staro Oreahovo (în bulgară Старо Оряхово) este un sat în comuna Dolni Ciflik, regiunea Varna,  Bulgaria. 

## Demografie
Componența etnică a satului Staro Oreahovo
     Bulgari (46,23%)
     Nicio identificare (50,07%)
     Altele (4%)
La recensământul din 2011, populația satului Staro Oreahovo era de 2.600 locuitori. Nu există o etnie majoritară, locuitorii fiind  și bulgari (46,23%). Pentru 50,07% din locuitori nu este cunoscută apartenența etnică.